# マチェーテ (映画)
『マチェーテ』（英: Machete）は、2010年に公開されたアメリカ合衆国の犯罪アクションスリラー映画。
ロバート・ロドリゲスとイーサン・マニキス監督によるアクション映画であり、2007年の映画『グラインドハウス』で使われた偽予告編の本編。これまで脇役を演じてきたダニー・トレホにとって初の主演作品である。その他にジェフ・フェイヒー、ジェシカ・アルバ、リンジー・ローハン、ドン・ジョンソン、チーチ・マリン、ミシェル・ロドリゲス、スティーヴン・セガール、ロバート・デ・ニーロらが出演している。

## ストーリー
メキシコの連邦捜査官のマチェーテは、マチェーテを愛用して犯罪者を狩る凄腕の男だった。だが、その強い正義感ゆえに麻薬王トーレスと衝突し、妻娘を惨殺される。
それから3年後、マチェーテはアメリカ合衆国テキサスで不法移民の日雇い労働者をしていた。ある日、マチェーテはブースという男から不法移民嫌いで知られるマクラフリン議員の暗殺を依頼される。

## 登場人物
マチェーテ
元はメキシコの連邦捜査官で、現在はテキサスで日雇い労働者をしている。ブースにマクラフリン暗殺任務を指示された後に裏切りに遭い、復讐を誓う。
サルタナ・リヴェラ
マチェーテを捜査するI.C.E.捜査官。
マクラフリン上院議員
メキシコからの移民を弾圧する上院議員。
ルース
マチェーテの友人のタコス売り。移民のために戦う女革命戦士の裏の顔を持つ。
トーレス
麻薬王。
エイプリル・ブース
ブースの娘。
マイケル・ブース
マクラフリンの補佐官。マチェーテを暗殺者として雇う。
パードレ
マチェーテの「聖なる」兄弟であり、彼を助ける元連邦捜査官でカトリックの神父。
ヴォン・ジャクソン
移民狩りをしている自警団のリーダー。
エリース・アヴェラン、エレクトラ・アヴェラン
マチェーテが入院する病院のセクシーなナース。
トレス・ヘンチウーマン
トレスの右腕の女性。
オシリス
ジュリオ
ジューン・ブース
ブースの妻でエイプリルの母。
スナイパー
レポーター

## キャスト
| 役名                   | 俳優                         | 日本語吹き替え |
| ---------------------- | ---------------------------- | --- |
| マチェーテ             | ダニー・トレホ               | 廣田行生 |
| サルタナ・リヴェラ     | ジェシカ・アルバ             | 佐古真弓 |
| マクラフリン上院議員   | ロバート・デ・ニーロ         | 池田勝 |
| ルース                 | ミシェル・ロドリゲス         | 朴璐美 |
| トーレス               | スティーヴン・セガール       | 大塚明夫 |
| エイプリル・ブース     | リンジー・ローハン           | 竹田まどか |
| マイケル・ブース       | ジェフ・フェイヒー           | 小川真司 |
| パードレ               | チーチ・マリン               | 後藤哲夫 |
| ヴォン・ジャクソン     | ドン・ジョンソン             | 大塚芳忠 |
| トレス・ヘンチウーマン | シェリル・チン               | |
| オシリス               | トム・サヴィーニ             | |
| ジュリオ               | ダリル・サバラ               | 野島健児 |
| ジューン・ブース       | アリシア・レイチェル・マレク | |
| スナイパー             | シェー・ウィガム             | 野沢聡 |
| レポーター             | アラ・セリ                   | |
| その他                 | N/A                          | 片貝薫、山内健嗣 佐藤美一、勝沼紀義 木村雅史、合田絵利 優希、山根舞 かぬか光明、岡哲也 坂巻学、長谷川敦央 加藤拓二、広田みのる 板取政明、長尾明希 |
| 日本語版制作スタッフ   |                              | |
| 演出                   | 演出                         | 鍛治谷功 |
| 字幕翻訳               | 字幕翻訳                     | 松浦美奈 |
| 吹替翻訳               | 吹替翻訳                     | 瀬尾友子 |
| 制作                   | 制作                         | グロービジョン |

## 製作
ロドリゲスによると、映画の案は『デスペラード』の頃から既に存在していたという。
2007年3月、ロドリゲスは『マチェーテ』の偽予告を長編映画化するとSXSWで発表した。当初は『プラネット・テラー』のDVDの特典映像になると発表されたが、結局劇場公開映画として製作された。
監督はロドリゲスの他に、長年彼の作品の編集を務めてきたイーサン・マニキスが共同で行う。
本作はアリゾナ州などで顕著となっている不法移民問題に触れ、政治的メッセージが含まれているとみられている。出演者の一人のジェシカ・アルバはこのような政治的メッセージを含む本作を誇りに思っているという。
主要撮影は2009年7月29日にテキサス州オースティン周辺で開始された。リンジー・ローハンの出演シーンは同年8月と9月の計3日間のうちに完了した。
トレホはロドリゲスの映画『スパイキッズ』シリーズでも同名のキャラクターを演じているが、それらが同一人物かどうかは不明である。

## 公開
2010年7月28日、本作が同年9月1日にヴェネツィア国際映画祭で公開された後、同月3日に北米で一般公開されると発表された。劇場数は2670館である。

### マーケティング
2010年5月5日、Ain't It Cool Newsを通して予告編が公開された。それはダニー・トレホの「俺はマチェーテ。アリゾナへシンコ・デ・マヨの特別メッセージだ。」というセリフが冒頭に含まれており、『グラインドハウス』で使われた偽予告編と本編の映像を組み合わせたものだった。後にロドリゲスはこの予告編がジョークだったことを明かし、正式な予告編が7月8日に公開された。さらに同月23日にはレッドバンド（年齢制限付き）バージョンの予告編が公開された。

### 批評家の反応
Rotten Tomatoesによると、74%（121名中89名）の評論家が本作に肯定的な評価を下し、また平均点は10点満点で6.5点となった。他に、Metacriticでの平均スコアは、29のレビューで100点満点中60点だった。

### 興行成績
北米では公開初日に約380万ドルを稼いだ。初週末3日間の興行収入は1141万6164ドルに達し、『ラスト・ターゲット』に次いで初登場2位となった。2010年9月27日までに北米で2573万6000ドルを稼いでいる。